# Kościół św. Jana w Liepe
Kościół św. Jana – protestancki kościół w Liepe, dzielnicy gminy Rankwitz, w Meklemburgii-Pomorzu Przednim, na wyspie Uznam, pod wezwaniem św. Jana Ewangelisty. Filia parafii Morgenitz.

## Historia
Pierwsza wzmianka o kościele pochodzi z 1216 roku, czyniąc go najstarszym kościołem na wyspie Uznam. Obecna świątynia pochodzi z XV wieku. W 1792 roku runął dach świątyni, podczas odtwarzania dachu odnowiono wnętrze kościoła. Większość wyposażenia pochodzi XVIII wieku.
W 2016 roku, w osiemsetną rocznicę pierwszej wzmianki o kościele, odlano dwa nowe dzwony dla kościoła. Zastąpiły one dwa stare, stalowe dzwony. Zawieszone są na drewnianej, wolno stojącej dzwonnicy. 

## Architektura
Świątynia gotycka, trójnawowa w układzie halowym, z nielicznymi elementami romańskimi, zbudowana z cegły i kamienia, otoczona współczesnymi rzeźbami lokalnych artystów. Kościół jest mniejszy od stojącej 50 metrów od niego plebanii. 